# Hans Schäffer
Hans Louis Schäffer, född 11 april 1886 i Breslau, Kejsardömet Tyskland, död 20 mars 1967 i Jönköping, var en tysk-svensk jurist och ämbetsman.
Hans Schäffer var en av fyra söner till kork- och bryggerifabrikören Julius Schäffer (1852–1984) och Charlotte Schäffer (1865–1946) och växte upp i Breslau. Han utbildade sig i juridik, statsvetenskap och historia på Genèves universitet och Breslaus universitet. Han disputerade 1908 i juridik på avhandlingen Die auswärtigen Hoheitsrechte der deutschen Einzelstaaten och tog 1913 en andra examen i juridik. Han var jurist i Breslau och var i militärtjänst under första världskriget.
Han blev i slutet av 1918 Geheimeråd i Riksfinansmyndigheten och från 1919 motsvarande i efterföljaren i Weimarrepubliken, Tysklands finansministerium. År 1923 ledde han dess ekonomipolitiska avdelning. Han var från december 1929 statssekreterare i finansministeriet under finansministrarna Paul Moldenhauer och Hermann Dietrich, fram till våren 1932.
Hans Schäffer arbetade från 1932 tillsammans med Allen Dulles, Marcus Wallenberg och Jean Monnet med sanering och rekonstruktion av Svenska Tändsticks AB. Han blev i maj 1932 chef för förlaget Ullstein-Verlag i Tyskland.
Efter nazisternas maktövertagande från januari 1933 tvingades Hans Schäffer såsom jude i mars 1933 bort från chefskapet för Ullstein. Han emigrerade med familjen i juli 1936 till Jönköping där han fick medborgarskap 1938 och där han till 1962 var en senior ekonomisk och juridisk rådgivare inom Tändsticksbolaget. Han hade kontakter med motståndsgrupper i Tyskland som gruppen för 20 juli-attentatet 1944 och Kreisaukretsen. Åren 1952–1953 var han rådgivare i den svenska regeringsdelegationen vid förhandlingarna i London om reglering av Tysklands utländska skulder. År 1957 blev han ordförande för "Council of Jews from Germany".
Hans Schäffer fick 1963 Förbundsrepubliken Tysklands förtjänstorden.
Han gifte sig med Eva Heilberg (1891–1977), som var engagerad i Svenska sektionen av Internationella Kvinnoförbundet för fred och frihet. Paret hade fyra döttrar födda mellan 1914 och 1928, bland dem Renate Schäffer (1917–2001), som 1945 blev den första kvinnliga meteorologen på SMHI.